# Орден Хусейна ибн Али
Орден Хусейна ибн Али (араб. وسام الحسين بن علي‎ Wisam al-Hussain ibn Ali) – высшая государственная награда Королевства Иордания.

## История
Орден был учреждён королём Иордании Абдаллой I ибн Хусейном 22 июня 1942 года в одной степени для награждения глав иностранных государств.
23 сентября 1967 года король Хусейн изменил статут ордена и добавил в него степень Большой ленты.

## Степени
- Цепь ордена
- Большая лента

## Инсигнии
Цепь ордена изготавливается из золота и состоит из чередующихся покрытых тёмно-красной эмалью геометрических розеток с золотыми надписями на арабском языке, инкрустированных бриллиантами, и золотых семиконечных звёзд, соединённых друг с другом двойными цепочками.
Знак ордена золотой, имеет овальную форму. В центре круглый медальон с арабской надписью, от медальона исходят солнечные лучи. Овальная кайма декорирована узором с вставками из бриллиантов. Знак ордена при помощи узорчатого переходного звена подвешивается к орденской цепи.
Знак ордена степени Большая лента аналогичен предыдущей степени, без бриллиантов, и наверху имеет королевскую корону. При помощи кольца подвешивается к большой черезплечной ленте пурпурного цвета.
Звезда ордена аналогична знаку.
Степень Цепь ордена черезплечной ленты не имеет.